# Leopold Socha
Leopold „Poldek“ Socha (28. August 1909 in Lemberg, Galizien, Österreich-Ungarn – 12. Mai 1946 in Gliwice, Polen) war ein polnischer Abwasserinspektor in der Stadt Lemberg (heute Lwiw, Ukraine). Während des Zweiten Weltkriegs nutzte Socha sein Wissen über das Abwassersystem der Stadt, um eine Gruppe von Juden vor der Verfolgung durch die Nationalsozialisten und ihre Unterstützer verschiedener Nationalitäten zu schützen. Im Jahr 1978 wurde er vom Staat Israel als Gerechter unter den Völkern anerkannt.

## Lebenslauf
Socha lebte in einem armen Viertel von Lemberg und arbeitete für die Stadtreinigung und heimlich als Einbrecher und Dieb. Im Jahr 1943 begann er, 20 jüdische Flüchtlinge in Abwasserkanälen in der deutsch besetzten Stadt zu verstecken. Die Juden waren durch ihre Dielen geflohen, um der deutschen Festnahme zu entgehen.
Anfänglich bezahlten die Juden ihren Wohltäter, aber schließlich ging ihnen das Geld aus. Socha, seine Frau Magdalena und ein Mitarbeiter namens Stefan Wróblewski versorgten die Flüchtlinge weiterhin mit ihren eigenen Mitteln und gewährten ihnen Unterkunft. Sie unterstützten die Gruppe vierzehn Monate lang während der deutschen Besetzung. Zehn der 20 jüdischen Flüchtlinge überlebten.
1946 fuhren Socha und seine Tochter mit ihren Fahrrädern, als ein sowjetischer Militärlastwagen auf sie zusteuerte. Socha lenkte sein Fahrrad in Richtung seiner Tochter, um sie aus dem Weg zu stoßen, rettete sie, starb aber dabei. Nach seinem Tod kehrten die jüdischen Menschen, denen Socha Schutz gewährt hatte, zurück, um ihm die letzte Ehre zu erweisen.

## Vermächtnis
Am 23. Mai 1978 wurden Leopold und Magdalena Socha von Yad Vashem in Israel als Gerechte unter den Völkern anerkannt.
Socha wurde 2011 von Robert Więckiewicz in dem Agnieszka-Holland-Film In Darkness dargestellt. Der Film war bei der 84. Oscarverleihung für den besten fremdsprachigen Film nominiert.
Die Überlebende Krystyna Chiger berichtete dem USC Shoah Foundation Institute for Visual History and Education sowie in ihren 2008 erschienenen Memoiren The Girl in the Green Sweater: A Life in Holocaust’s Shadow.